# Carolina di Nassau-Usingen
Principessa Carolina di Nassau-Usingen (tedesco: Prinzessin Karoline Polyxena; Biebrich, 4 aprile 1762 – Rumpenheim, 17 agosto 1823) fu la figlia maggiore di Carlo Guglielmo, Principe di Nassau-Usingen, e moglie del Langravio Federico d'Assia-Kassel.

## Infanzia
Carolina nacque a Biebrich, nel Principato di Nassau-Usingen come secondogenita e prima figlia femmina di Carlo Guglielmo, Principe di Nassau-Usingen (1735–1803), e di sua moglie, la Contessa Carolina Felicita di Leiningen-Dagsburg (1734–1810), figlia di Cristiano Carlo Reinardo, Conte di Leiningen-Dagsburg-Heidesheim.

## Matrimoni
Sposò, il 2 dicembre 1786 a Biebrich, il Langravio Federico d'Assia-Kassel (1747–1837), figlio minore di Federico II, Langravio d'Assia-Kassel e della principessa Maria di Gran Bretagna, figlia di Giorgio II di Gran Bretagna.
Ebbero otto figli:
- Guglielmo (24 dicembre 1787–5 settembre 1867), sposò Luisa Carlotta di Danimarca;
- Carlo Federico (9 marzo 1789–10 settembre 1802);
- Federico Guglielmo (24 aprile 1790–25 ottobre 1876);
- Luigi Carlo (12 novembre 1791–12 maggio 1800);
- Giorgio Carlo (14 gennaio 1793–4 marzo 1881);
- Luisa Carolina Maria Federica (9 aprile 1794–16 marzo 1881);
- Maria Guglielmina Federica (21 gennaio 1796–30 dicembre 1880), sposò Giorgio, Granduca di Meclemburgo-Strelitz;
- Augusta Guglielmina Luisa (25 luglio 1797 – 6 aprile 1889), sposò il principe Adolfo, Duca di Cambridge.

## Titoli e stili
- 4 aprile 1762–2 dicembre 1786: Sua Altezza Serenissima Principessa Carolina di Nassau-Usingen
- 2 dicembre 1786–17 agosto 1823: Sua Altezza Serenissima Langravina Federico d'Assia-Kassel

## Ascendenza
|                                                                       |                                           |                                                    | Genitori                                          |  |  | Nonni |  |  | Bisnonni                           |  |  | Trisnonni                   |  |
|                                                                       |                                           |                                                    |                                                   |  |  |       |  |  | Guglielmo Enrico di Nassau-Usingen |  |  | Valeriano di Nassau-Usingen |  |
|                                                                       |                                           |                                                    |                                                   |  |  |       |  |  | Guglielmo Enrico di Nassau-Usingen |  |  | Valeriano di Nassau-Usingen |  |
|                                                                       |                                           | Caterina Francesca de Croy-Roeulx                  |                                                   |  |  |       |  |  | Guglielmo Enrico di Nassau-Usingen |  |  |                             |  |
| Carlo di Nassau-Usingen                                               |                                           |                                                    |                                                   |  |  |       |  |  | Guglielmo Enrico di Nassau-Usingen |  |  |                             |  |
|                                                                       |                                           | Carlotta Amalia di Nassau-Dillenburg               | Enrico di Nassau-Dillenburg                       |  |  |       |  |  |                                    |  |  |                             |  |
|                                                                       |                                           | Carlotta Amalia di Nassau-Dillenburg               | Enrico di Nassau-Dillenburg                       |  |  |       |  |  |                                    |  |  |                             |  |
|                                                                       |                                           | Carlotta Amalia di Nassau-Dillenburg               | Dorotea Elisabetta von Schlesien-Liegnitz         |  |  |       |  |  |                                    |  |  |                             |  |
| Carlo Guglielmo di Nassau-Usingen                                     |                                           | Carlotta Amalia di Nassau-Dillenburg               |                                                   |  |  |       |  |  |                                    |  |  |                             |  |
|                                                                       |                                           | Giovanni Guglielmo III di Sassonia-Eisenach        | Giovanni Giorgio I di Sassonia-Eisenach           |  |  |       |  |  |                                    |  |  |                             |  |
|                                                                       |                                           | Giovanni Guglielmo III di Sassonia-Eisenach        | Giovanni Giorgio I di Sassonia-Eisenach           |  |  |       |  |  |                                    |  |  |                             |  |
|                                                                       |                                           | Giovanni Guglielmo III di Sassonia-Eisenach        | Giovanna di Sayn-Wittgenstein-Sayn                |  |  |       |  |  |                                    |  |  |                             |  |
| Cristiana Guglielmina di Sassonia-Eisenach                            |                                           | Giovanni Guglielmo III di Sassonia-Eisenach        |                                                   |  |  |       |  |  |                                    |  |  |                             |  |
|                                                                       |                                           | Maddalena Sibilla di Sassonia-Weissenfels          | Giovanni Adolfo I di Sassonia-Weissenfels         |  |  |       |  |  |                                    |  |  |                             |  |
|                                                                       |                                           | Maddalena Sibilla di Sassonia-Weissenfels          | Giovanni Adolfo I di Sassonia-Weissenfels         |  |  |       |  |  |                                    |  |  |                             |  |
|                                                                       |                                           | Maddalena Sibilla di Sassonia-Weissenfels          | Giovanna Maddalena di Sassonia-Altenburg          |  |  |       |  |  |                                    |  |  |                             |  |
| Carolina di Nassau-Usingen                                            |                                           | Maddalena Sibilla di Sassonia-Weissenfels          |                                                   |  |  |       |  |  |                                    |  |  |                             |  |
|                                                                       | Giovanni di Leiningen-Dagsburg-Falkenburg | Giorgio Guglielmo di Leiningen-Dagsburg-Heidesheim |                                                   |  |  |       |  |  |                                    |  |  |                             |  |
|                                                                       | Giovanni di Leiningen-Dagsburg-Falkenburg | Giorgio Guglielmo di Leiningen-Dagsburg-Heidesheim |                                                   |  |  |       |  |  |                                    |  |  |                             |  |
|                                                                       | Giovanni di Leiningen-Dagsburg-Falkenburg | Anna Elisabetta di Daun-Falkenstein                |                                                   |  |  |       |  |  |                                    |  |  |                             |  |
| Cristiano Carlo Reinardo di Leiningen-Dachsburg-Falkenburg-Heidesheim | Giovanni di Leiningen-Dagsburg-Falkenburg |                                                    |                                                   |  |  |       |  |  |                                    |  |  |                             |  |
|                                                                       |                                           | Giovanna Maddalena di Hanau-Lichtenberg            | Giovanni Reinardo II di Hanau-Lichtenberg         |  |  |       |  |  |                                    |  |  |                             |  |
|                                                                       |                                           | Giovanna Maddalena di Hanau-Lichtenberg            | Giovanni Reinardo II di Hanau-Lichtenberg         |  |  |       |  |  |                                    |  |  |                             |  |
|                                                                       |                                           | Giovanna Maddalena di Hanau-Lichtenberg            | Anna Maddalena di Birkenfeld-Bischweiler          |  |  |       |  |  |                                    |  |  |                             |  |
| Carolina Felicita di Leiningen-Dagsburg                               |                                           | Giovanna Maddalena di Hanau-Lichtenberg            |                                                   |  |  |       |  |  |                                    |  |  |                             |  |
|                                                                       |                                           | Giorgio Luigi di Solms-Rödelheim                   | Giovanni Augusto di Solms-Rödelheim               |  |  |       |  |  |                                    |  |  |                             |  |
|                                                                       |                                           | Giorgio Luigi di Solms-Rödelheim                   | Giovanni Augusto di Solms-Rödelheim               |  |  |       |  |  |                                    |  |  |                             |  |
|                                                                       |                                           | Giorgio Luigi di Solms-Rödelheim                   | Eleonora di Scharffenstein                        |  |  |       |  |  |                                    |  |  |                             |  |
| Caterina Polissena di Solms-Rödelheim e Assenheim                     |                                           | Giorgio Luigi di Solms-Rödelheim                   |                                                   |  |  |       |  |  |                                    |  |  |                             |  |
|                                                                       |                                           | Carlotta Sibilla di Ahlefeld-Langeland             | Federico di Ahlefeld                              |  |  |       |  |  |                                    |  |  |                             |  |
|                                                                       |                                           | Carlotta Sibilla di Ahlefeld-Langeland             | Federico di Ahlefeld                              |  |  |       |  |  |                                    |  |  |                             |  |
|                                                                       |                                           | Carlotta Sibilla di Ahlefeld-Langeland             | Maria Elisabetta di Leiningen-Dagsburg-Hartenburg |  |  |       |  |  |                                    |  |  |                             |  |
|                                                                       |                                           | Carlotta Sibilla di Ahlefeld-Langeland             |                                                   |  |  |       |  |  |                                    |  |  |                             |  |